# Hilary Jardine
Hilary Jardine (* 6. Oktober 1983 in Toronto, Ontario) ist eine kanadische Schauspielerin und Synchronsprecherin.

## Leben
Jardine wurde am 6. Oktober 1983 in Toronto geboren. Sie hat einen Bruder. Sie schloss ihr Theaterstudium an der Dalhousie University ab und zog später nach Vancouver. 2009 feierte sie ihr Schauspieldebüt in Episodenrollen in den Fernsehserien Psych und Rise ’n Shine Og. Es folgten weitere Besetzungen als Episodendarstellerin in verschiedenen Fernsehserien sowie Rollenbesetzungen in Spielfilmen. Ab 2016 war sie bis 2021 in der Fernsehserie Van Helsing in insgesamt 15 Episoden in der Rolle der Susan zu sehen. 2017 spielte sie in der Fernsehserie Zoo als Tessa Williams mit. 2019 wirkte sie im Fernsehfilm Weihnachtliche Begegnung – Liebe ist mehr als ein Zufall in der Rolle der Sally Ann Marina mit. 2020 folgten vier Episoden in der Fernsehserie Upload in der Rolle der Mildred.

## Filmografie (Auswahl)

### Schauspiel
- 2009: Psych (Fernsehserie, Episode 4x06)
- 2009: Rise ’n Shine Og (Fernsehserie, Episode 1x04)
- 2010: Smallville (Fernsehserie, Episode 10x04)
- 2011: Fringe – Grenzfälle des FBI (Fringe, Fernsehserie, Episode 3x21)
- 2011: Endgame (Fernsehserie, Episode 1x09)
- 2011: Blue Mountain State (Fernsehserie, Episode 3x04)
- 2012: Camera Shy
- 2012: Ranger Charlie (Kurzfilm)
- 2013: Motive (Fernsehserie, Episode 1x09)
- 2013: Hannibal (Fernsehserie, Episode 1x10)
- 2014: Arctic Air (Fernsehserie, 2 Episoden)
- 2014: In guten wie in schlechten Zeiten (For Better or for Worse, Fernsehfilm)
- 2014: Teen Lust
- 2015: Disrien (Fernsehserie)
- 2015: Proof (Fernsehserie, Episode 1x06)
- 2015: The Hollow (Fernsehfilm)
- 2015: The Legend of Davy Crockett (Fernsehfilm)
- 2016: All Things Valentine (Fernsehfilm)
- 2016: Evidence of Truth (Fernsehfilm)
- 2016: Army of One: Ein Mann auf göttlicher Mission (Army of One)
- 2016–2021: Van Helsing (Fernsehserie, 15 Episoden)
- 2017: Walking the Dog
- 2017: The Arrangement (Fernsehserie, Episode 1x09)
- 2017: Somewhere Between (Fernsehserie, 5 Episoden)
- 2017: Zoo (Fernsehserie, 8 Episoden)
- 2017: A Bramble House Christmas (Fernsehfilm)
- 2017: Prodigals
- 2018: Hailey Dean Mystery (Fernsehserie, Episode 1x04)
- 2019: Valley of the Boom (Fernsehserie, 2 Episoden)
- 2019: A Brush with Love (Fernsehfilm)
- 2019: Morning Show Mysteries (Mini-Serie, Episode 1x03)
- 2019: Weihnachtliche Begegnung – Liebe ist mehr als ein Zufall (A Godwink Christmas: Meant for Love, Fernsehfilm)
- 2020: Welcome to the Circle
- 2020: Homeland (Fernsehserie, Episode 8x08)
- 2020: Upload (Fernsehserie, 4 Episoden)
- 2021: Right in Front of Me (Fernsehfilm)
- 2021: Family Law (Fernsehserie, Episode 2x08)
- 2022–2023: Fire Country (Fernsehserie, 2 Episoden)
- 2023: How to Murder Your Husband (Fernsehfilm)
- 2024: One Bad Apple – A Hannah Swensen Mystery (Fernsehfilm)
- 2024: Blind Date Book Club (Fernsehfilm)
- 2024: Christmas Under the Lights (Fernsehfilm)
- 2024: Home Sweet Christmas
- 2024: Holidazed (Miniserie, Episode 1x01)

### Synchronisationen
- 2011: Supernatural (Fernsehserie, Episode 6x15)
- 2015: No Men Beyond This Point